# 南蘇丹伊斯蘭教
南蘇丹和蘇丹相反，伊斯蘭教是少數宗教(佔多数是基督教與原始宗教)。
一般以1956年最後一次人口統計作為穆斯林人口根據，當時南蘇丹穆斯林佔人口的18%